# GMT Games
 (novembre 2021).
Si vous disposez d'ouvrages ou d'articles de référence ou si vous connaissez des sites web de qualité traitant du thème abordé ici, merci de compléter l'article en donnant les références utiles à sa vérifiabilité et en les liant à la section « Notes et références ».

logo de GMT games

GMT Games est une entreprise de création de jeu de société fondée en 1990. Elle est spécialisée dans les jeux de guerres.